# План де Ајала Уно, Амплијасион Сан Педро (Уруапан)
План де Ајала Уно, Амплијасион Сан Педро (шп. Plan de Ayala Uno, Ampliación San Pedro) насеље је у Мексику у савезној држави Мичоакан у општини Уруапан. Насеље се налази на надморској висини од 1760 м.

## Становништво
Према подацима из 2005. године у насељу су живела 2 становника.

### Хронологија
| Година       | 2000        | 2005 |
| ------------ | ----------- | ---- |
| Становништво | 24 (15 / 9) | 2    |

### Попис
| # | Индикатор                        | Вредност |
| - | -------------------------------- | -------- |
| 1 | Укупно појединачних домаћинстава | 2        |